# Sheila Armstrong
Sheila Armstrong (* 13. August 1942 in Ashington) ist eine englische Opernsängerin (Sopran).

## Leben
Sheila Armstrong erhielt ihre Gesangsausbildung am International Centre for Music Studies an der Newcastle University in Newcastle und an der Royal Academy of Music in London. 1965 gewann sie das Kathleen Ferrier Memorial Stipendium.
Ihr Opern-Debüt hatte sie 1965 am Sadler’s Wells Theatre in London als Kammerzofe Despina in der Oper Così fan tutte von Wolfgang Amadeus Mozart. Ab 1973 sang sie im Royal Opera House Covent Garden, wo sie mit der Rolle der Marzelline in Beethovens einziger Oper Fidelio debütierte.
Mehrmals trat Armstrong im Laufe ihrer Karriere beim Glyndebourne Festival auf. Dort sang sie 1966 die Belinda in Dido and Aeneas von Henry Purcell, 1967 die Zerlina in Don Giovanni von Wolfgang Amadeus Mozart und 1970 die Fiorilla in Il turco in Italia von Gioacchino Rossini. 1970 und 1974 sang sie dort außerdem die Rolle der Pamina in der Oper Die Zauberflöte, ebenfalls von Wolfgang Amadeus Mozart.
1973 war sie in einer BBC-Inszenierung der Operette Die Fledermaus von Johann Strauss zu hören.
In erster Linie machte sie sich einen Namen in Großbritannien, sang aber auch in Italien. 1971 erfolgte ihr Amerika-Debüt mit dem New York Philharmonic Orchestra. Ebenfalls 1971 sang sie unter Zubin Mehta Konzerte mit dem Los Angeles Philharmonic Orchestra.
Zu ihrem Repertoire gehören die Stücke von Rossini, Donizetti und Mozart. Armstrong galt insbesondere auch als Spezialistin für die Interpretation der geistlichen Werke von Johann Sebastian Bach. Mehrfach trat sie mit dem Münchner Bachchor und dem Münchner Bach-Orchester auf.
Armstrong machte sich auch einen Namen als Sängerin von Oratorien und hatte Gast-Engagements in Europa, Nord-Amerika und Asien.